# 馬姆斯伯里 (西開普省)

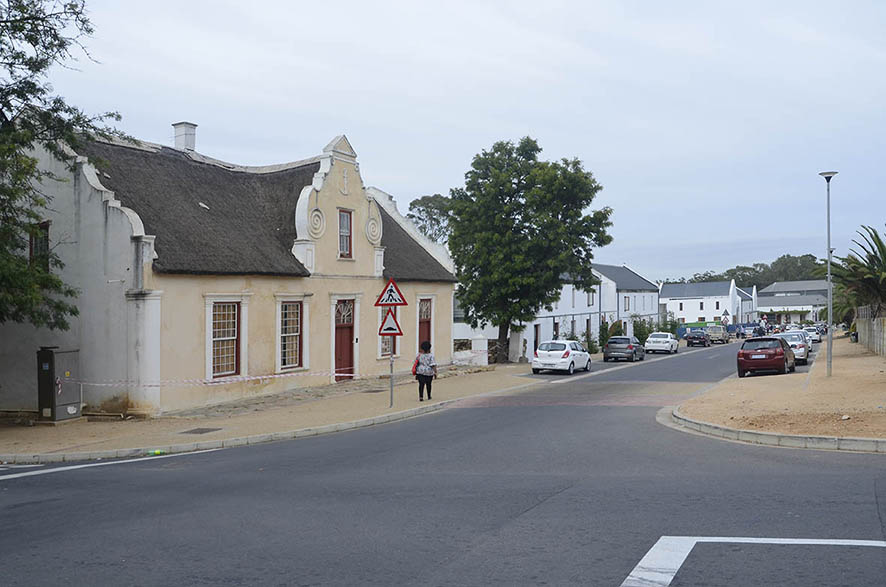
馬姆斯伯里

馬姆斯伯里（Malmesbury）是南非的城鎮，位於該國西南部，由西開普省負責管轄，距離開普敦65公里，始建於1745年，面積12.95平方公里，2001年人口20,074，人口密度每平方公里約1,600人。

## 外部連結
- Malmesbury, South Africa